# Herbessus decorsei
Herbessus decorsei là một loài nhện trong họ Thomisidae.
Loài này thuộc chi Herbessus. Herbessus decorsei được Eugène Simon miêu tả năm 1903.